# シッキム州
シッキム州（シッキムしゅう、英語: Sikkim、シッキム語及びチベット語：འབྲས་ལྗོངས་; ワイリー方式：'bras ljongs）は、インド北東部の州のひとつである。中国語（漢字）では錫金と表記し、ヒマラヤ山脈南麓のネパールとブータンの間に位置する。かつてシッキム王国だった歴史的な経緯により、インド28州のうち人口最少、面積はゴア州に次いで2番目に狭い小さな州となっている。

## 歴史

### シッキム王国
シッキムにはもともとレプチャ人が居住していた。しかし、1642年、チベットがチベット仏教ゲルク派が主導する政権であるガンデンポタン（ダライ・ラマ政権）により統一されると、ゲルク派に対立していたチベット仏教ニンマ派の高僧と同派を奉ずるチベット人 の一部（のちのブティヤ人）がシッキムの地に亡命し、プンツォ・ナムゲルを擁立してシッキム王国（ナムゲル朝）を建国した。チベット人の亡命政権だったことからチベットはシッキムを属国とし、チベットを属国としていた清朝もシッキムを自らの属国とみなすという複雑な状況となっていた。
1706年、 ブータン王がカリンポン一帯を奪い取り、現在の地名に変更した。1780年代後半、ネパールから来たグルカ族がダージリンとカリンポンに侵攻し、1788年までに一帯を支配した。イギリス領インド帝国時代になると、ネパールがイギリスとシッキムにとって共通の敵とみなされた。イギリス東インド会社がネパール（ゴルカ朝）に侵攻したグルカ戦争（1814年 - 1816年）でスガウリ条約が結ばれ、シッキムの王ツグプ・ナムゲルがダージリンとカリンポンの奪還に成功した。
その一方でイギリスはチベットとの交易も模索し始め、シルクロードのあるシッキムはその中継点として理想的といえた。それは南下しつつあるロシア帝国がチベットとの関係を深めようとすることを牽制する意味があった。
1840年に隣国の清がアヘン戦争になると、緩衝地帯の西に位置するラダックに当時あったシク王国とチベットの間で清・シク戦争（1841年 - 1842年）が行われた。しかしその直後、イギリスとの間で第一次シク戦争（1845年 - 1846年）及び第二次シク戦争（1848年 - 1849年）が行われ、シク王国は滅亡し、ジャンムー・カシュミール藩王国が誕生した。
1849年、シッキムは南部のダージリン地方を当時の35,000ルピーでイギリスへ割譲させられた。チベットは、イギリスと隣接する領域が西部だけでなく東部にもできることに脅威を感じ反発したが、イギリス軍がチベット軍を撃退、1861年には清朝との間でシッキムをイギリスの保護国とすることが定められた。1866年、フランスによる雲南省経由通商路の調査がきっかけとなって、雲南問題で知られるイギリス、フランス、中国間の紛争が始まると、イギリスの主な関心はより豊かな雲南方面へと移っていき、この地域に求められる役割はインド総督府の避暑地となった。しかし1888年のシッキム遠征で初めてチベット軍と戦闘になり、イギリスのチベット遠征の前哨戦となった。この時期に茶葉栽培のためにネパール人が労働力として大量に移住し、ブティヤ人を凌ぐ人口を擁するようになった。

?シッキム王国の国旗（1877年-1914年）
?シッキム王国の国旗（1914年-1962年）
?シッキム王国の国旗（1962年-1967年）
?シッキム王国の国旗（1967年-1975年）

### シッキム王国時代の基礎情報
1975年時のシッキム王国の基礎情報。
| 人口               | 194,000人                                 | 面積                 | 7,107km²                                           | 首都       | ガントク（12,000人）                                        |
| 民族構成           | ネパール人（75%）、レプチャ人、ブティヤ人 | 言語                 | ネパール語、レプチャ語、ヒンディー語（文盲率 84%） | 宗教       | ヒンドゥー教（60%）、仏教 など                              |
| 国民総生産 （GNP） | 1200万ドル                                | 一人当たりの国民所得 | 60ドル                                             | ビザ       | 必要                                                        |
| 当時の国王         | パルデン・トンドゥプ・ナムゲル            | 当時の首相           | I.S.チョプラ                                       | 当時の立法 | 任命制の6人と選挙で選ばれた18人、計24人の国家評議会が担当。 |

### インド編入とシッキム州誕生
1947年にインド連邦が独立すると、シッキムにおけるイギリスの地位はインドが継承することとなった。1950年にシッキムはインド・シッキム条約を結び、外交と防衛、通信をインドに委ねる保護国になった。また同条約に基づき、シッキム王国は民主化を進めることが規定され、参事院（State Council、立法府に相当）と行政参事会（Executive Council、内閣に相当）の設立が決定した。
しかし王国を支持するブティヤ・レプチャ・チベット系の人口が25%に対し、労働力として流入していたネパール系が75%を占める人口比率では、民主化が実現した場合はネパール系が主導権を掌握することが王国内で危惧されたことから、シッキム王国政府は参事院議席のコミュナル別割当を実施した。すなわち全17議席のうち6議席を「ブティヤ・レプチャ系」に、6議席を「ネパール系」に分配してこれを選挙議席とし、残る5議席を国王による親任と定めた。ネパール系住民を主体とする政党は不平等な選挙制度に不満を抱いたが、第11代国王タシ・ナムゲルは親インド姿勢をとっていたため、インドも彼の治世においてはコミュナル選挙制度を支持していた。
しかし1963年にタシ・ナムゲルが崩御し、皇太子パルデン・トンドゥプ・ナムゲルが即位すると情勢は変化する。パルデン・トンドゥプはインドの保護下に置かれるシッキムの現状に不満を抱き、王室を支持するブティヤ・レプチャ系のシッキム国民党（SNP）を支援し、タシ・ナムゲル王の親インド路線を反インド、シッキム独立の政治路線へと転換した。このためにインドは、親インド派でネパール系政党のシッキム国民会議派（SNC、1960年結成）などを支持するようになった。参事院選挙制度は何度か改正されたが、コミュナル選挙制度の原則は変わらなかった。そしてついには、反印運動の盛り上がりや他党の足並みの乱れを突く形で、1973年参事院選挙でSNPが選挙議席18議席中11議席を占める勝利を収める。しかし、この勝利はもちろんコミュナル選挙制度の恩恵によるものであり、SNCなどのネパール系政党が「不正選挙」と糾弾したことでデモや武装蜂起が全国規模で発生した。混乱を収拾する力の無かったパルデン・トンドゥプはインドの保護を求めて事態を乗り切ったものの、この結果、シッキムは従前以上のインド属国化を強化する協定にSNCなどの政党と共に署名させられたのである（インド・シッキム三者協定）。
三者協定に基づいて参事院に代わりシッキム立法議会（選挙議席30）が創設され、1974年に選挙が実施されることになった。すでに三者協定成立直後には、SNCなど親印のネパール系政党が合併してシッキム会議派（SC）を結成している。インド型の単純小選挙区制が新たな制度として導入されたこともあり、人口構成で優位なSCが29議席を占める圧勝を収め、SNPは僅か1議席へと転落した。新たに首相に就任したSC総裁でブティヤ・レプチャ系のカジ・レンドゥプ・ドルジはインドの意を受けて国王権限を大幅に制限する新憲法（1974年シッキム統治法）を制定した。
1975年4月9日、パルデン・トンドゥプの退位を求めるデモ隊に宮廷親衛隊が発砲して混乱し収拾がつかないと、カジ・レンドゥプ・ドルジ首相からのインド軍派兵の要請に基づき、混乱を収束させるためインド軍が介入、王宮軍は武装解除され、パルデン・トンドゥップは幽閉された。翌日の立法議会は王政廃止とインドへの編入を全会一致で議決、14日に行われた国民投票でもインドへの編入が賛成多数で承認された。15日にはシッキムをインドの第22番目の州とする憲法改正案がインドの国会に提出され、26日に両院を通過した。同年5月16日、大統領が憲法改正案を認証し、ここにシッキム王国は滅亡、シッキム州としてインドに編入された。

### 中華人民共和国によるインド主権の承認
中華人民共和国政府は、シッキムが清の保護国であったチベットの属国であったという歴史的経緯から、インドによるシッキムの併合を認めていなかった（中印国境紛争）。このため、中国で発行される地図には長い間シッキムが独立国家として描かれていた。2003年、中国の温家宝首相がインドのアタル・ビハーリー・ヴァージペーイー首相と会談した際、両国の辺境問題（インドが中国のチベット支配を、中国がインドのシッキム支配をそれぞれ認めていないこと）について議論された。この結果、インドと中国はチベットにおける中国の主権とシッキムにおけるインドの主権を相互承認し、中国で出版される地図でシッキムは独立国家としては描かれなくなった。2005年、中印両国は、チベット・シッキム間のナトゥ・ラ峠 (Nathu La) とジェレプ・ラ峠 (Jelep La) について、その開放を提案した。

### 中華民国のかつての立場
チベットを含む中国本土全域を領土と主張する台湾の中華民国政府は、かつてインドによるシッキム支配を公式には認めていなかった。このため、台湾で出版される地図にはシッキムが独立国家として描かれたことがある。

## 地理

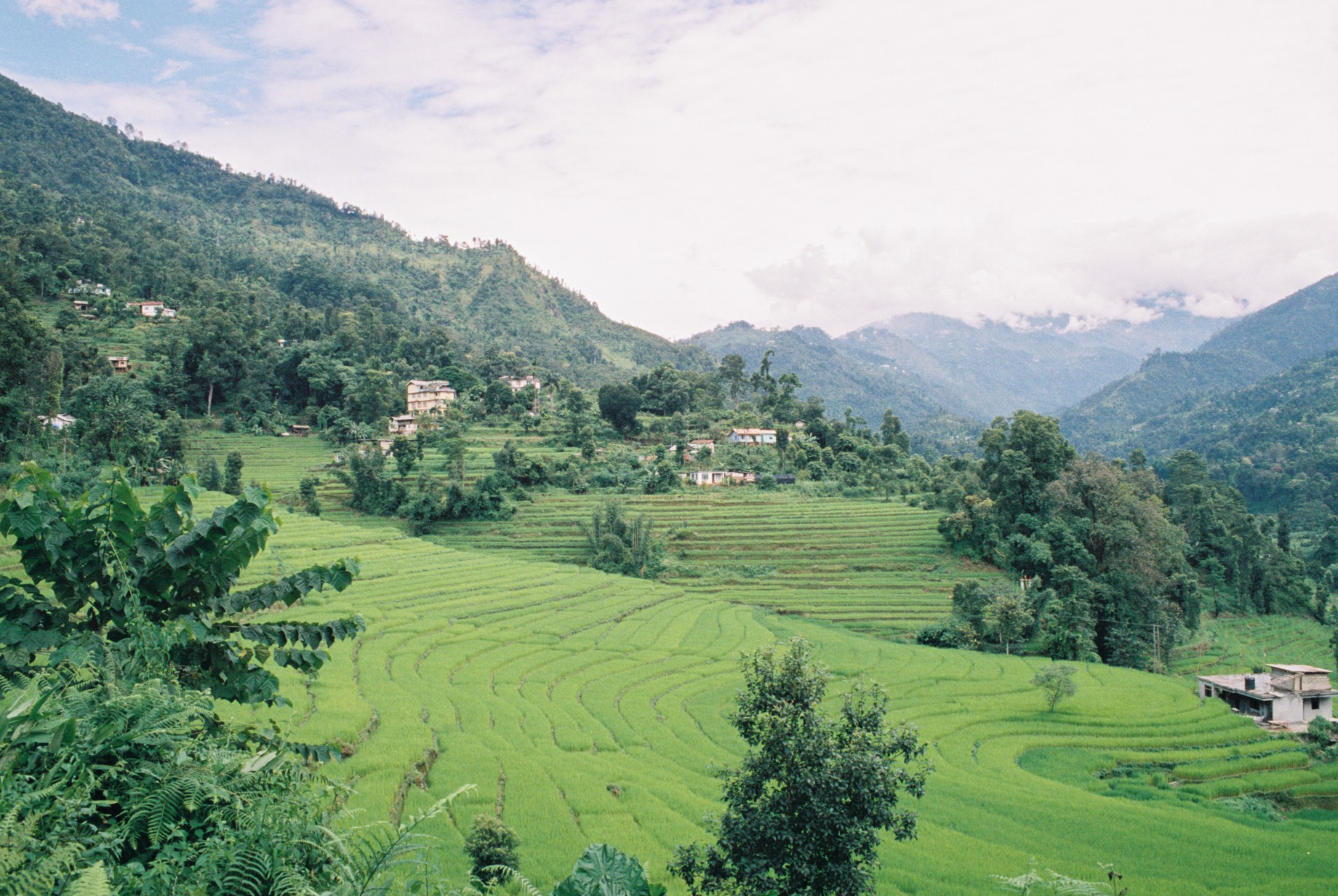
段々畑の稲作

ヒマラヤ山脈に囲まれ、高度280m以上で、カンチェンジュンガ (標高8586m)はインド最高峰、世界第3位である。土地の大部分は岩石の多い斜面で農耕に不適だが、一部段々畑ができている。1/3は森林である。人口が集中する高度の低い南部を除く山地には80もの氷河、100以上の川が流れる。温泉も5つあり、硫黄分が多く、湯治場として知られる。チベット、ブータン、ネパールへ通じる道がある。
気候は亜熱帯から寒帯にわたり、北部では1年のうち4か月が雪で覆われる。多くは28度Cを超えない温暖な地域に住む。6月から8月はモンスーンの季節である。

## 住民

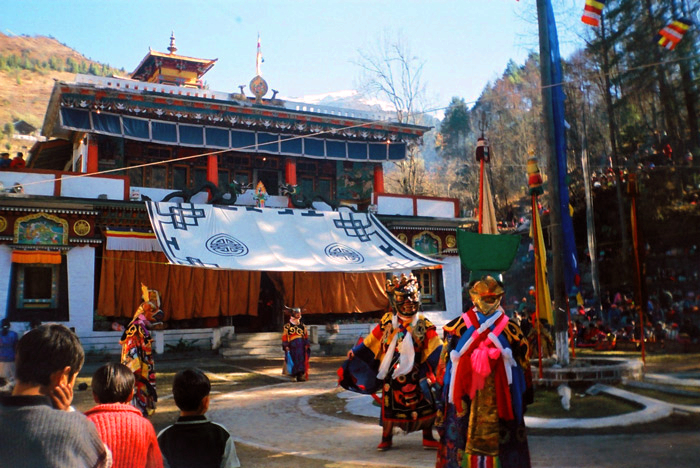
ラチュン寺での伝統の踊り

75%がネパール人で、イギリス保護国時代の移民である。15%がブティヤ人（チベット系）、7%がレプチャ人。

### 宗教
ネパール人の宗教はヒンドゥー教で州の最大宗教だが、ブティヤ人とレプチャ人の宗教は主にチベット仏教である。レプチャ人にはキリスト教徒も多い。

### 公用語
1977年には州の公用語はネパール語、シッキム語（ブティヤ語）、レプチャ語の3言語であった。1997年にはリンブー語、タマン語、ライ語（キランティ諸語の一部）、ネパール・バサ語（ネワール語）、マガール語、スヌワール語、シェルパ語、グルン語を加えた11言語になった。